# Fawkes (software de encubrimiento de imágenes)

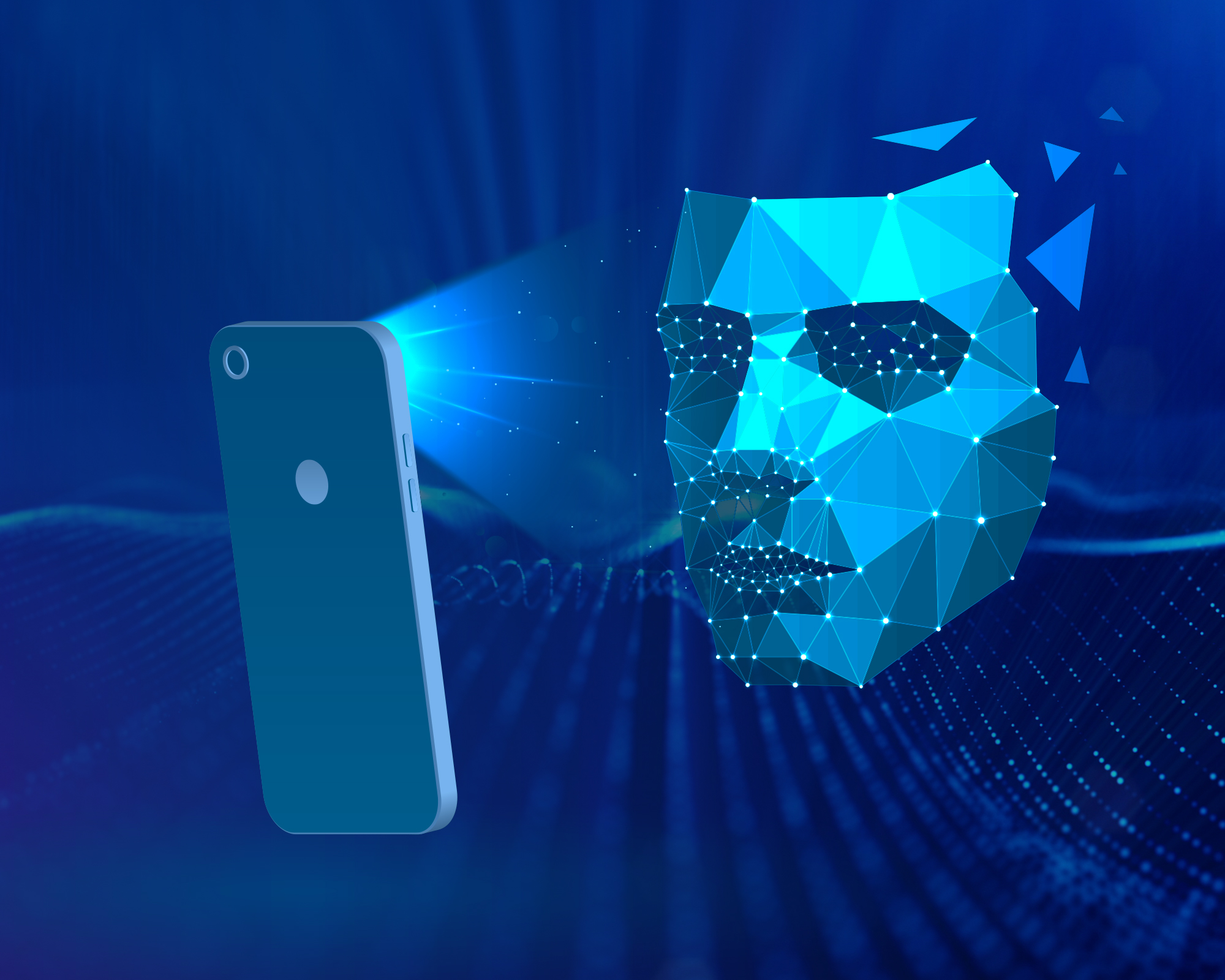
El reconocimiento facial consiste en identificar las dimensiones únicas de los rasgos faciales, que luego se representan como una imagen gráfica vectorial del rostro.

Fawkes es un software de encubrimiento de imágenes faciales creado por el Laboratorio SAND (Seguridad, Algoritmos, Redes y Datos) de la Universidad de Chicago. Se trata de una herramienta gratuita que está disponible como ejecutable independiente. El software crea pequeñas alteraciones en las imágenes utilizando inteligencia artificial para proteger las imágenes de ser reconocidas y emparejadas por software de reconocimiento facial. El objetivo del programa Fawkes es permitir a las personas proteger su propia privacidad de la recopilación de grandes cantidades de datos. En mayo de 2022, Fawkes v1.0 había superado las 840.000 descargas. Con el tiempo, el Laboratorio SAND espera implementar el software a mayor escala para combatir el software de reconocimiento facial injustificado.

## Historia
El programa Fawkes debe su nombre al protagonista ficticio de la película y cómic V de Vendetta, que se inspiró en el personaje histórico Guy Fawkes. La propuesta Fawkes se presentó inicialmente en una conferencia de seguridad de USENIX en agosto de 2020, donde recibió la aprobación y se lanzó poco después. La versión más reciente disponible para descarga, Fawkes v1.0, se lanzó en abril de 2021 y se sigue actualizando en 2022. El equipo fundador está dirigido por Emily Wenger y Shawn Shan, estudiantes de doctorado de la Universidad de Chicago. El apoyo adicional de Jiayun Zhang y Huiying Li, junto con los profesores asesores Ben Zhao y Heather Zheng, contribuyó a la creación del software. El equipo cita la recopilación de datos no consentida, realizada específicamente por empresas como Clearwater AI, como la principal inspiración para la creación de Fawkes.

## Técnicas
Los métodos que utiliza Fawkes pueden identificarse como similares al aprendizaje automático antagónico. Este método entrena un software de reconocimiento facial utilizando imágenes ya alteradas. El resultado es que el software no es capaz de comparar la imagen alterada con la imagen real, ya que no las reconoce como la misma imagen. Fawkes también utiliza ataques de envenenamiento de datos, que cambian el conjunto de datos utilizado para entrenar ciertos modelos de aprendizaje profundo. Fawkes utiliza dos tipos de técnicas de envenenamiento de datos: ataques de etiqueta limpia y ataques de corrupción de modelos. Los creadores de Fawkes identifican que el uso de imágenes sibilinas puede aumentar la eficacia de su software frente a los softwares de reconocimiento. Las imágenes sibilinas son imágenes que no coinciden con la persona a la que se atribuyen. Esto confunde al software de reconocimiento facial y conduce a una identificación errónea, lo que también ayuda a la eficacia de la ocultación de imágenes. El aprendizaje automático para preservar la privacidad utiliza técnicas similares a las del software Fawkes, pero opta por un entrenamiento diferencialmente privado del modelo que ayuda a mantener la privacidad de la información del conjunto de datos.

## Aplicaciones
El encubrimiento de imágenes de Fawkes puede utilizarse en imágenes y aplicaciones de uso cotidiano. Sin embargo, la eficacia del software disminuye si hay imágenes ocultas y sin ocultar que el software de reconocimiento facial pueda utilizar. El software de encubrimiento de imágenes se ha probado con software de reconocimiento facial de alta potencia con resultados variados. Un software de encubrimiento facial similar a Fawkes se llama LowKey. LowKey también altera las imágenes a nivel visual, pero estas alteraciones son mucho más notables en comparación con el software Fawkes.